# タンクトップス
タンクトップスとは、愛知県北名古屋市のローカルヒーロー“キタナゴレンジャーNG”の主題歌やBGMの制作をする音楽ユニット。2014年現在のメンバーは、TAKI、TERRA、TATSUの3名。サポートメンバーとしてvibi、活動休止中のKazetoがいる。

## 代表的な楽曲
- 町健康戦隊ニシバルカン
- みんなのニシバルカン
- 庁健康戦隊ニシバルカンS
- 自立戦士KOデンジマン
- みんなのニシバルカンS
- 合併新市キタナゴレンジャー
- キタナゴレンジャーNG
- キタナゴレンジャー音頭
- ヤナダーの歌
- トレジャーボール

| スタブアイコン | サブスタブ | この項目は、まだ閲覧者の調べものの参照としては役立たない、音楽関係者（バンド等）に関連した書きかけの項目です。この項目を加筆・訂正などしてくださる協力者を求めています（P:音楽/PJ:芸能人）。 |